# Kondràtievka
Kondràtievka (en rus: Кодратьевка) és un poble del krai de Khabàrovsk, a l'Extrem Orient de Rússia. El 2012 tenia 339 habitants. Pertany al districte rural de Lazó.